# Tante Maja

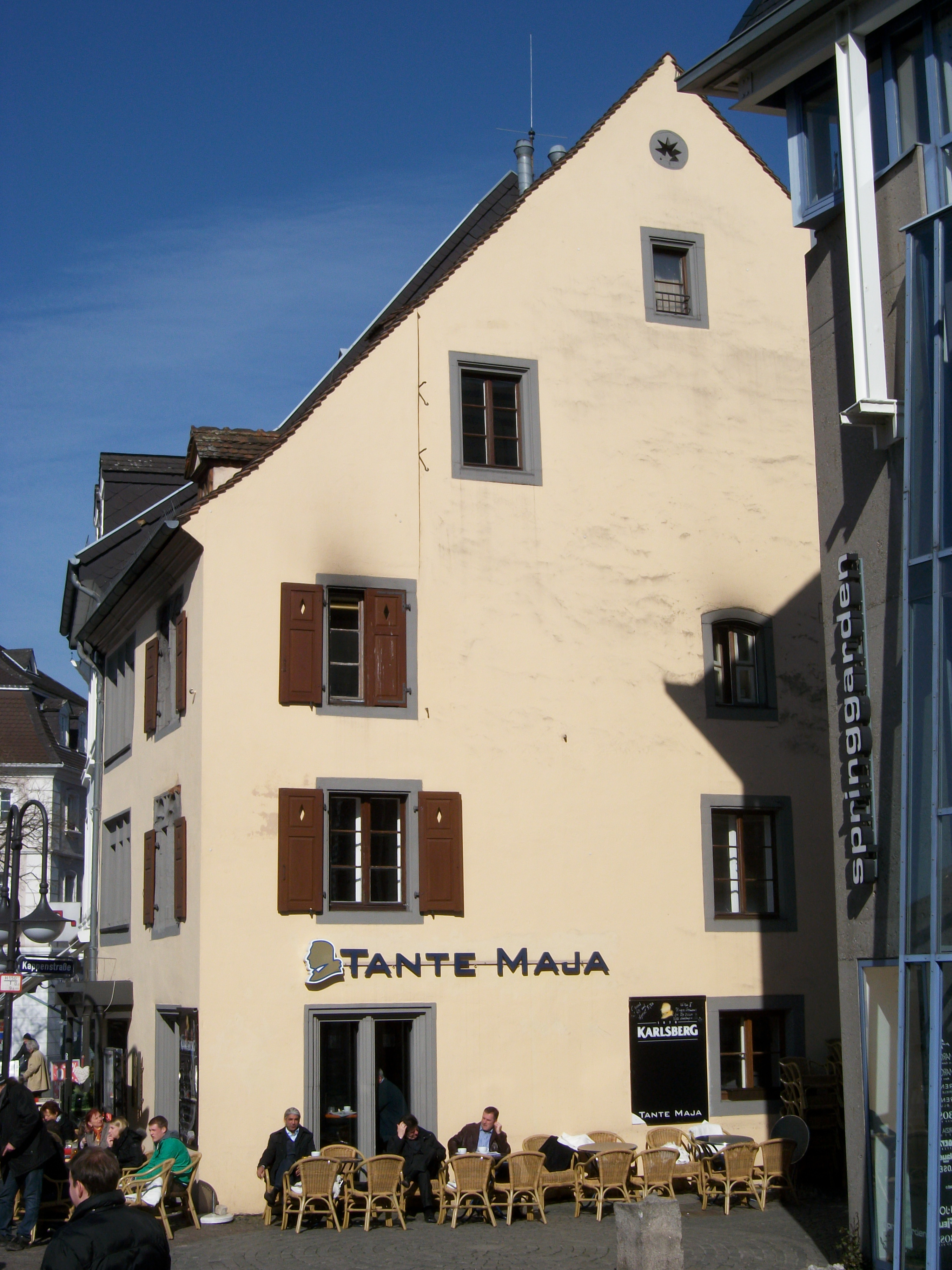
Die Tante Maja

Die Tante Maja ist ein Wohnhaus mit Gaststätte am St. Johanner Markt 8 in Saarbrücken. Sie gehört zu den ältesten Profanbauten im Stadtteil St. Johann und steht unter Denkmalschutz.

## Geschichte und Beschreibung
Das ursprüngliche Gebäude wurde in der zweiten Hälfte des 16. Jahrhunderts errichtet. Um 1680 erfolgte ein Neubau unter Berücksichtigung der gotischen Fenstergewände und der Holzbalkendecken, welche so erhalten blieben. 1800 erfolgte ein Umbau. Auf Bildern um die Jahrhundertwende erkennt man eine oder zwei Gaststätten im Gebäude. Um 1920 wurden im Erdgeschoss das Restaurant Toscani und das Cafe Kauf etabliert.
Ab Mitte der 1950er Jahre machte sich das Rotlicht-Milieu am St. Johanner Markt und der Kappenstraße breit. Als Cafe Tante Maja gründete Marie-Luise Weisenseel, genannt Maja (* 1905 in Metz; † 1976 in Saarbrücken), ein Bordell, in dem auch Live-Musik gespielt wurde. Darüber hinaus führte sie das Restaurant Stern in der Reichstraße 16 nahe dem Hauptbahnhof. Nach dem Tod von Maja wurde das Café als Gaststätte weitergeführt.